# Sendener Bach
Der Sendener Bach ist ein etwa 9 Kilometer langer rechter und südlicher Zufluss des Pfaffenrieder Bachs im südöstlichen Baden-Württemberg, überwiegend im Gebiet der Stadt Bad Wurzach im Landkreis Ravensburg, der nahe Konradsweiler in der Gemarkung Spindelwag der Gemeinde Rot an der Rot im Landkreis Biberach mündet. Auf dem ersten Drittel seines Laufes wird er Marienauer Bächle genannt.

## Verlauf
Das Marienauer Bächle entsteht an der Kartause Marienau und läuft beständig nordwärts, zunächst durch ein Waldgebiet, in dem kurz das Gemeindegebiet von Aitrach ans rechte Ufer reicht, dann weiter in offenem Gelände bis zur L 314 Baierz–Treherz.
Erst jenseits dieser wird der Bach Sendener Bach genannt. Er fließt weiterhin nordwärts durch Hauerz, etwas unterhalb von dem er dann rechts an die Gemarkung Spindelwag von Rot an der Rot grenzt. Zuallerletzt tritt er in diese Gemarkung über und mündet nahe dem darin liegenden Ort Konradsweiler nach 9,1 Kilometern von rechts in den Pfaffenrieder Bach, der selbst bis dorthin nicht viel länger ist.

## Geschichte
Im Jahre 1665 ließ das fürstliche Haus Waldburg-Zeil bei der Heilquelle in Hauerz eine großzügige Badeanstalt errichten, deren Heilwasser vornehmen Herrschaften zur Kur und Unterhaltung diente. Zehn Jahre später 1675 kam das Bad an die Wurzacher Linie des Hauses Waldburg. Es wurde nie eine zuverlässige chemische Analyse des Heilwassers vorgenommen. Die Badeanlage befand sich unterhalb des heutigen Gasthofs zum Adler nahe der Badelinde.